# لنیتین
لنیتین (به انگلیسی: Lineatin) با فرمول شیمیایی C۱۰H۱۶O۲ یک ترکیب شیمیایی است. که جرم مولی آن ۱۶۸٫۲ g/mol می‌باشد. 